# Iztok Čop
Iztok Čop (* 17. června 1972 Kranj, Slovinsko) je slovinský veslař. V roce 1992 vybojoval spolu s Denisem Žvegeljem na olympijských hrách v Barceloně bronzovou medaili na dvojce bez kormidelníka (jde o první olympijskou medaili pro Slovinsko), spolu s Lukou Špikem pak v roce 2000 na hrách v Sydney zlato, v roce 2004 na hrách v Athénách stříbro a v roce 2012 na hrách v Londýně bronz na dvojskifu.
V roce 1995 byl ve Slovinsku vyhlášen Sportovcem roku.